# Fallout
Fallout: A Post Nuclear Role Playing Game (с англ. — «Выпадение радиоактивных осадков» или «Негативные последствия») — компьютерная ролевая игра, действие которой происходит в мире, пережившем ядерную войну. Игра, выпущенная в 1997 году компанией Interplay Entertainment, разрабатывалась её структурным подразделением Black Isle Studios. Одно из наиболее известных произведений постапокалиптического жанра. На стадии разработки предполагалось, что Fallout станет фактическим продолжением игры Wasteland, но в связи с отсутствием на тот момент у компании Interplay прав на Wasteland игра Fallout не стала её официальным сиквелом. Для игры была разработана собственная ролевая система, получившая название SPECIAL и заменившая систему GURPS, использование которой планировалось изначально.
Сюжет игры повествует о похождениях Выходца из Убежища — жителя подземного бункера, которому было поручено в течение 150 дней найти водный чип и доставить его в своё убежище, чтобы спасти изолированное сообщество от нехватки воды. Игрок может свободно перемещаться по карте мира, посещать игровые локации, выполнять различные задания и сражаться с представителями окружающего мира.
Одобрительно воспринятая критиками, игра положила начало серии Fallout. Среди достоинств игры обозреватели выделяли инновационный сеттинг, открытость игрового мира и реалистичность игрового процесса. В течение нескольких лет Fallout фигурировала в списках лучших игр от различных игровых изданий.
Игра была официально локализована и издана в России 15 февраля 2008 года компанией «1С». Встречаются несколько неофициальных локализаций.

## Игровой процесс
Главной особенностью игрового процесса является то, что в игровом мире игрок обладает полной свободой действий — он может путешествовать, общаться, сражаться, выполнять задания (основные и побочные), получать необходимую информацию. Время первого сюжетного задания игры ограничено 150 днями, отведёнными на поиск водного чипа.

Случайная встреча главного героя и его спутников с группой супермутантов

Основное действие разворачивается на отдельных локациях (городах, подземельях, военных базах и т. д.), расположенных по игровому миру. Переход между удалёнными локациями осуществляется на карте мира. В любой момент перемещения можно остановить и перейти в текущее место карты как в локацию (в зависимости от местности в данной точке это может быть пустыня, горы и т. д.). В начале игры известно местоположение только двух локаций (13-го и 15-го Убежищ). В ходе общения с персонажами или самостоятельного исследования глобальной карты игрок постепенно обнаруживает другие локации.
Вся получаемая по ходу игры сюжетная информация заносится в «Пип-Бой» (англ. Pip-Boy) — КПК главного героя.
Игра на локациях идёт в режиме реального времени, при необходимости с помощью Пип-Боя игрок имеет возможность пропустить какой-либо отрезок времени. При перемещении по глобальной карте ход времени ускоряется. В Fallout присутствует смена дня и ночи. Игрок имеет возможность в любой момент сохранить прогресс. Бои идут в пошаговом режиме — тот, кто начинает бой, получает преимущество первого хода, в дальнейшем очерёдность ходов определяется порядком действия персонажа (производная характеристика SPECIAL). Игрок способен провести обычную атаку, либо может прицелиться в определённую часть тела противника. У некоторых видов оружия есть несколько режимов атаки (например, автоматы могут стрелять одиночным выстрелом или очередью).
Игрок располагает обширным набором действий. Можно обыскивать шкафы, столы, трупы людей и животных, открывать и закрывать незапертые двери, попытаться совершить кражу у любого персонажа. С персонажами также можно торговать, продавая, покупая и обменивая предметы. Любое существо можно атаковать голыми руками или оружием, на любом персонаже можно применять разнообразные предметы с различными последствиями — к примеру, если применить на человеке алкогольный напиток, то у него снизится восприятие, что облегчает кражу; можно также запустить бомбу с часовым механизмом и подложить её кому-либо в карман — человек будет моментально убит. С частью персонажей можно вести диалог. В ходе игры Выходцу придётся взламывать двери, работать с компьютерами, обнаруживать ловушки, чинить вещи, и для успешного осуществления всех данных действий необходимо наличие соответствующих умений.
Развитие личности Выходца происходит по мере приобретения им опыта. Очки опыта даются за выполнение квестов, получение важной информации, успешное применение навыков и за любое убийство. Когда накопленные очки опыта достигают определённого показателя, Выходец получает очередной уровень опыта, немного увеличивающий его очки жизни и дающий баллы, которые можно по своему усмотрению распределить для увеличения уровня умений. Через каждые три или четыре уровня опыта игрок может выбрать дополнительный бонус (перк). Бонусы немного улучшают качества и способности персонажа.
В игре присутствует карма — характеристика героя, которая меняется в зависимости от совершённых Выходцем действий (хороших или плохих). В начале игры карма нейтральна. Игрок при выполнении квестов делает моральный выбор между тем, каким способом их проходить. Нередко разные способы выполнения квеста дают разное количество опыта. Карма включает в себя числовой показатель репутации и титулы, которые может получить Выходец в случае совершения определённых действий (например, титул «Детоубийца» герой получает в случае убийства хотя бы одного ребёнка; а в случае, если показатель репутации достигнет 25 очков, персонаж получает титул «Чемпион»).

### Случайные встречи
Во время перемещения по глобальной карте время от времени (пропорционально характеристике «Удача» и в зависимости от района карты) происходят случайные встречи. Встреча происходит на локации, соответствующей текущей местности. Встретить в пустыне можно кого угодно: торговый караван, одинокого путешественника, диких животных или бандитов. С торговцами и путниками можно торговать; с дикими животными и бандитами можно вступить в бой или попытаться убежать.
Существуют также особенные случайные встречи (англ. Special Encounters), происходящие достаточно редко (вероятность во многом зависит от большого значения Удачи и навыка путешественника). Некоторые из них опасны, некоторые позволяют обнаружить что-то полезное, а некоторые — просто шутки авторов игры или отсылки к произведениям культуры.

### Персонажи
Взаимодействовать с окружающими персонажами можно различным образом. Разговор возможен только с частью из них; простые жители при обращении к ним будут выдавать стандартные малозначимые фразы. Разговор с персонажем заключается в выборе одного из нескольких предлагаемых вариантов фраз, количество которых зависит от уровня интеллекта и навыка разговора персонажа. Собеседник реагирует на сказанное, сообщая новую информацию при умелом построении разговора или же полностью прекращая общение после оскорбительной фразы. В ряде случаев отношение других людей к Выходцу зависит от его предыдущих поступков и общего уровня репутации; при определённом развитии событий некоторые персонажи могут вообще отказаться говорить с ним или же сразу нападут. Диалоги с основными персонажами игры озвучены и снабжены анимированным портретным изображением собеседника.
В игре есть несколько персонажей, которые могут стать спутниками главного героя. Им можно передать часть груза и снаряжение, а также задать их поведение в бою. Вес, который способен переносить неигровой персонаж, ничем не ограничен, и на него не накладывается никакого штрафа за превышение границы, установленной параметрами SPECIAL. В бою товарищи действуют самостоятельно. Их гибель никак не отражается на развитии основного сюжета игры.

### Бои
Если управляемый игроком персонаж приближается к недружелюбным существам, провоцирует их, игра переходит в режим боя на поле с шестиугольной разметкой. Тот, кто начинает бой, получает преимущество первой атаки, в дальнейшем очередность ходов определяется так называемым порядком действия персонажа, зависимым от параметров реакции персонажа. Реакция является производной характеристика от чувств в S.P.E.C.I.A.L. и рассчитывается умножением её на 2. Если реакция противников одинакова, игра определяет очередь действий ловкостью, удачей или случайно, если характеристики для сравнения заканчиваются. Один ход каждого персонажа приравнивается к 5 секундам реального времени, но в самой игре можно неограниченно долго обдумывать действия. При этом каждый персонаж имеет очки действий, которые тратит на перемещение, стрельбу, удары, перезарядку оружия и т. д. Когда очки действий потрачены, право хода получает другой, согласно очереди. Эффективность боев определяется уровнем параметров в S.P.E.C.I.A.L., личными качествами, снаряжением и вооружением. Каждый вид оружия имеет свои ограничения и преимущества, например, стрелковое оружие обладает максимальной дальностью выстрела и точностью. Ранения в ногу лишает врага возможности полноценно двигаться, в руку — пользоваться двуручным оружием и тому подобное. Существует определённая вероятность нанести в бою критических повреждений, превышающих стандартные для выбранного типа оружия. Но так же возможны и неожиданные проблемы, как потеря боеприпасов или случайное ранение союзника. Также с убитых врагов можно снять снаряжение и оружие, части тела (как ядовитые железы скорпионов). Кроме того персонаж получает в боях опыт, необходимый для своего развития.

## Сюжет

### Сеттинг
Действие игры происходит в далёком ретрофутуристическом будущем (будущем по представлению американцев поколения 50-х годов XX века). Местом действия выступают пустоши (англ. Wastelands), возникшие на месте западной части США. Война между США и Китаем за последние нефтяные источники закончилась взаимным массированным ядерным ударом 23 октября 2077 года. Из-за войны мир подвергся не только радиоактивному заражению, но также произошла утечка секретного экспериментального биологического оружия — вируса ВРЭ (вирус рукотворной эволюции), который даже спустя много лет после войны присутствует в атмосфере, хотя и в очень незначительной концентрации. Бо́льшая часть населения Земли вымерла. Некоторым американцам удалось спастись в убежищах (англ. Vault), каждое из которых вмещало по 1000 человек. Следить за порядком в убежищах должны были Смотрители (англ. Overseer).
Помимо здоровых людей мир игры населён людьми-мутантами, среди которых выделяются гули (англ. ghouls) и супермутанты. Гули, к которым, в частности, относятся выходцы из Убежища 12, внешне похожи на мертвецов или зомби. Разработчики игры предлагали несколько версий того, что превращает человека в гуля. Тим Кейн считал радиацию главной причиной такой метаморфозы, а Крис Тейлор и Крис Авеллон полагали, что на превращение влияет вирус рукотворной эволюции. Однако окончательного мнения по этому поводу выработано не было. Супермутанты — существа огромного роста и физической силы, но зачастую с низким интеллектом. Как гули, так и супермутанты хорошо переносят радиацию и являются долгожителями. Оба вида мутантов живут гораздо дольше людей, но стерильны. Кроме того, мутантами являются почти все животные, среди которых особенно известны двухголовые коровы — брамины. Ими запрягаются транспортные повозки караванов, их используют в сельском хозяйстве и режут на мясо.
Разработчики игры постарались передать атмосферу разрушения, анархии и гибели, возникшую после ядерной войны. В упадок пришла техника, во многих городах власть захватили преступные группировки, многие люди одичали и вернулись к племенному устройству общества. Одной из особенностей Fallout является использование крышек от бутылок в качестве денег.
Действие игры начинается в 2161 году и охватывает Южную Калифорнию. О судьбе остального мира почти ничего не известно. Игра начинается в Убежище 13, бункере, официально предназначенном для защиты людей во время ядерной войны. К востоку от Убежища 13 находятся деревня Шейди-Сэндс и Убежище 15. На территории Пустошей расположены город Джанктаун, управляемый мэром Киллианом; торговый город Хаб, поселение Могильник, возникшее на месте Лос-Анджелеса, и Некрополь — поселение, населённое гулями — выходцами из Убежища 12. К юго-западу от Убежища 13 расположен бункер Братства Стали, к югу от Могильника находится Собор, занятый последователями религии «Детей Собора». Разрушенная после массивной точечной бомбардировки ядерными боеголовками военная лаборатория, занимавшаяся вооружением и генетическими исследованиями, расположена на юго-востоке карты — называется данная локация Свечением. В северо-западном углу карты находится Военная база «Марипоза», занятая супермутантами. Именно там проводились ранние опыты с вирусом ВРЭ (Вирус Рукотворной Эволюции, F.E.V., в других локализациях упоминается название «Форсированный Эволюционный Вирус», ФЭВ).

### Ведущие персонажи
- Выходец из Убежища (англ. Vault Dweller) — главный герой (или героиня) игры. Также доступны три готовых персонажа.
- Смотритель Убежища 13 (англ. Overseer) — смотритель Убежища 13, просит Выходца найти водяной чип.
- Арадеш (англ. Aradesh) — лидер поселения Шейди-Сэндс. Последователь Дхармы.
- Танди (англ. Tandy) — дочь Арадеша, которую в ходе игры главный герой спасает из плена, впоследствии она может присоединиться к нему. Ко времени событий Fallout 2 Танди (которой к тому времени исполнилось 96 лет[25]) — президент Новой Калифорнийской республики (New California Republic, NCR).
- Создатель (англ. Master — в дословном переводе Повелитель, перевод на русский язык в игре «Создатель», имя до мутации — Ричард Моро, после изгнания из Города-Убежища сменил фамилию на Грей, англ. Richard Gray) — человек, изгнанный из Убежища 8 (Город-Убежище) за совершенное им убийство. Впоследствии вместе с Гарольдом отправился в неудачную экспедицию на военную базу Марипоза, где подвергся сильнейшей мутации[4]. С этого момента он обосновался недалеко от Могильника и создал армию супермутантов. Целью Повелителя было превращение в мутантов всего населения Земли[26]. Именно он выступает в качестве главного антагониста первой части игры[23].
- Лейтенант (англ. Lieutenant) — супермутант, предводитель мутантов на базе Марипоза и второе лицо в Единстве после Повелителя.
- Киллиан Даркуотер (англ. Killian Darkwater) — мэр Джанктауна и глава местной полиции. От него игрок может получить задание убить Гизмо.
- Гизмо (англ. Gizmo) — владелец казино в Джанктауне и лидер местной мафии. Смертельный враг Киллиана Даркуотера, может попросить Выходца избавиться от него. Изначально предполагался следующий вариант развития событий: если герой встаёт на сторону Гизмо и убивает Киллиана, то для Джанктауна наступает эра процветания благодаря игорному бизнесу Гизмо; если игрок принимает решение убить Гизмо, то Киллиан начинает злоупотреблять властью и устанавливает в городе тоталитарный режим. Но этот вариант показался разработчикам слишком аморальным и в игру не вошёл[7][27].
- Ромбус (англ. Rhombus) — бывший военный командир Братства Стали. Обучает новобранцев.
- Врии (англ. Vree) — глава Писцов и ведущий учёный Братства Стали.
- Генерал Джон Мэксон[1] (англ. General John Maxson) — внук Роджера Мэксона и глава Братства Стали в 2161 году.
- Кэббот (англ. Cabbot) — послушник Братства Стали, встречающий путников у входа в бункер Лост-Хиллз.
- Бутч Харрис (англ. Butch Harris) — владелец компании «Дальнобойщики» в Хабе в 2161 году.
- Декер (англ. Decker) — криминальный авторитет Хаба. Под прикрытием бара «Мальтийский сокол» (Maltese Falcon) управляет подпольной бандитской группировкой, также известной как «Подземелье», которая была основана им в 2140 году.
- Гарольд (англ. Harold) — мутант, живущий в Хабе. Участвовал в совместной экспедиции с Ричардом Греем и вместе с ним перенёс мутацию (после чего их пути разошлись). Внешне выглядит так же, как и гули, однако на самом деле гулем не является, так как перенёс метаморфозу под действием вируса ВРЭ, как и Грей. Участвует в событиях Fallout 2, где возглавляет поселение гулей Гекко; в Fallout 3 представлен в виде древа-идола в поселении Оазис[23]. Растит на своей голове небольшое деревцо по имени Боб, которое шутя называет Герберт (потому что тогда оно обижается).
- Локсли (англ. Loxley) — лидер Гильдии воров. Живущий по принципам Робин Гуда.
- Джейн или Матушка Джейн (англ. Jain) — Верховная жрица Чад Собора в Хабе в 2162 году. Руководит больницей открытой Чадами Собора в Хабе.
- Сет (англ. Set) — лидер гулей в Некрополе (в Fallout 2 можно встретить его сына, появившегося ещё до войны и также ставшего гулем). Алчный и властолюбивый. Проявляет ненависть по отношению к супермутантам, завладевшим водоразделом.
- Николь (англ. Nicole) — руководитель Последователей апокалипсиса — группы, расположившейся в библиотеке Лос-Анджелеса. Панк. Добра и почтительна и хочет внести вклад в помочь восстановления мира.
- Морфеус (англ. Morpheus) — лидер секты Чад Собора. Обладает скверным и жестоким характером. Не верит на самом деле в Повелителя.
- Лаура (англ. Laura) — одна из Чад Собора в 2161 году. На самом деле шпион Последователей апокалипсиса.
- Гарри (англ. Harry) — один из супермутантов-солдат Армии Создателя, захвативших водораспределительную станцию в Некрополе.

### Спутники
- Ян (англ. Ian) — охранник караванов из Хаба, который может присоединиться к Выходцу из Убежища в самом начале его приключений, в Шейди-Сэндс. По официальной версии разработчиков игры, изложенной в «Воспоминаниях Выходца из Убежища» (из руководства пользователя к Fallout 2), Ян погиб в Некрополе (но игра допускает другое развитие событий).
- Тихо (англ. Tycho) — Пустынный рейнджер, которого можно найти в «Выгребной Яме» в Джанктауне.
- Катя (англ. Katia) — «сталкер» из числа «Последователей Апокалипсиса» в Могильнике.
- Псина (англ. Dogmeat) — дружественная собака, которую можно найти у Фила в Джанктауне. Покормив Псину игуаной-на-палочке, либо одевшись в кожаную куртку (тем самым притворившись хозяином), можно его приручить. В мемуарах Выходца из Убежища упоминается, что Псина погибла в Марипозе, пересекая силовые поля военной базы.

### История
Сюжетная линия игры основана на приключениях Выходца из Убежища (перед началом игры для него можно выбрать любое имя), жителя Убежища 13, получившего задание от Смотрителя убежища найти водный чип, чтобы спасти родное убежище от нехватки воды. Убежище 13 должно по плану открыться только через 200 лет после ядерной войны, но под угрозой скорой гибели было вынуждено послать Выходца на поиски.
Отсутствие контактов с внешним миром привело к тому, что в Убежище 13 знали месторасположение только одного пункта во внешнем мире — Убежища 15. Смотритель посоветовал начать поиски именно там. Однако Убежище 15 оказывается заброшено.
У Выходца есть 150 дней на нахождение чипа. Данный лимит времени может быть увеличен на 100 дней, если герою удастся договориться с торговцами водой о поставках воды в убежище. После нахождения водного чипа Выходец возвращается в своё убежище. Смотритель, установив чип в систему и выслушав доклад Выходца, выражает тревогу растущим количеством супермутантов и поручает главному герою новое задание — найти источник их распространения и уничтожить его.
Выходец должен уничтожить источник распространения мутантов на Военной базе и лидера мутантов Повелителя, находящегося в Соборе (при развитом навыке «Красноречие» можно убедить Повелителя в ошибочности его действий, либо присоединиться к армии мутантов). После завершения всех поручений Смотрителя Выходец возвращается в Убежище 13 и у входа вступает в разговор со Смотрителем. Тот благодарит героя за всё, что он сделал для Убежища, но затем изгоняет его из-за опасений, что за Выходцем могут последовать другие жители. Выходец уходит в пустоши.

## История создания
| «                               | Мы все играли в Wasteland и очень любили эту игру. Именно оттуда мы взяли идею нелинейности и открытой карты мира, нам ещё очень нравились квесты, которые ставили игрока перед этической дилеммой. | » |
| — Тим Кейн, разработчик Fallout | |   |

Разработка игры началась в начале 1994 года, всего на создание игры было выделено около трёх миллионов долларов. Брайан Фарго, главный дизайнер и разработчик первой постъядерной компьютерной игры Wasteland, бывший на тот момент руководителем компании Interplay, предложил взять за основу свою прошлую игру. Он предполагал, что будущая игра должна стать продолжением Wasteland, права на которую принадлежали компании Electronic Arts. Попытки Фарго приобрести права на разработку продолжения ни к чему не привели, и им было принято решение создать новую постапокалиптическую компьютерную игру. Рассматривались несколько вариантов названий, среди которых были Vault-13, Armageddon, Aftermath, Survivor и Postnuclear Adventure, но окончательным названием нового проекта было избрано предложенное Брайаном Фарго Fallout. На ранних стадиях разработки рассматривались различные варианты сеттинга, в том числе тема путешествий во времени с инопланетянами и динозаврами; Тим Кейн, один из ведущих разработчиков оригинальной игры, впоследствии подчёркивал, что сюжет игры менялся несколько раз, пока не был принят окончательный вариант постапокалиптического сеттинга. Руководителем проекта был назначен Том Декер, а впоследствии на этой должности его сменил Кейн. Идея создания радиационных мутантов была перенята Кейном из фильма «Они!». В течение года Кейн работал над игрой в одиночку, а затем к нему присоединились два человека — дизайнер Джейсон Андерсон и программист Джейсон Тайлор. Впоследствии к команде присоединились и другие люди, в числе которых были Леонард Боярский, Скотт Кэмпбелл и Кристофер Тейлор; ко второму году работы над игрой команда разработчиков насчитывала 15 человек, а к третьему — уже около 30. В 1996 году было основано подразделение Black Isle Studios, в состав которого вошла команда разработчиков Fallout. Возглавил подразделение Фергус Уркхарт; работа над игрой продолжилась уже в составе студии. Изначально игра разрабатывалась под операционную систему DOS, а впоследствии была портирована на системы Windows 95 и MacOS; по словам Кейна, портирование получилось не таким эффективным, как могло бы быть — в новых версиях сохранились многие элементы оригинала.

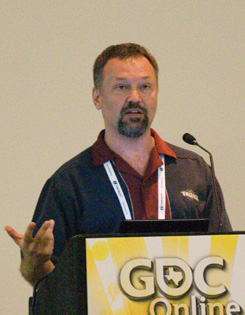
Тим Кейн — один из основных разработчиков игры

Разработчики сразу отказались от идеи создания игры на основе ролевой системы Dungeons & Dragons по причине существования множества игр в жанре фэнтези. По словам Фергуса Уркхарта, у Fallout не было прототипов — для формирования окончательной концепции разработчиками были исследованы десятки ролевых игр. Изначально в Fallout планировалось использовать ролевую систему GURPS. Но когда представители компании Steve Jackson Games, создателя GURPS, увидели вступление к игре, где американский солдат в силовой броне убивает канадского пленника, они возмутились высоким уровнем насилия и разорвали контракт. Для игры была разработана собственная система, созданная по подобию настольной GURPS и получившая название SPECIAL — по первым буквам основных характеристик персонажа: Strength (Сила), Perception (Восприятие), Endurance (Выносливость), Charisma (Обаяние), Intelligence (Интеллект), Agility (Ловкость), Luck (Удача), — хотя изначальным её названием было ACELIPS. Разработкой новой системы занимались Тим Кейн и Кристофер Тейлор, который также написал полный сценарий игры. Тейлор впоследствии вспоминал, что систему удалось разработать в течение одной недели. Позднее в игру также была внедрена система перков.
Головы основных персонажей, задействованные в диалогах с ними, создавались с использованием глиняных бюстов, которые при помощи программного пакета LightWave 3D переводились в трёхмерную графику, а затем анимировались. На создание одной головы у разработчиков уходило около 8 недель, их разработкой занимались Скотт Роденхейзер и Эдди Рейнуотер.
Оформлением игрового мира занимался Леонард Боярский, разработку игрового интерфейса и создание видеороликов осуществлял Джейсон Андерсон. Эвертс вспоминал, что разработчикам удалось создать такую игру, в которую хотелось играть им всем.
В игру были включены два персонажа-талисмана: Волт-бой и Пип-бой; последний изображён на портативном компьютере главного героя. Идея создания Волт-боя принадлежит Боярскому, а его рисунок — художнику Трэмеллу Рэю Исааку. Внешность Волт-боя основана на персонаже игры Монополия по имени Богатый дядя Пеннибэгс. В самой игре имя данного персонажа не фигурирует. Кейн и Боярский практически не упоминали его в интервью. При создании Пип-боя за основу был взят маскот сети ресторанов Big Boy, основанной в 1936 году.
Созданием игровых карт занимался Скотт Эвертс; для их разработки применялись программы Canvas и Mapper.
Джейсон Андерсон рассказывал, что изначально разработчики предполагали создать окончание, в котором главный герой торжественно возвращается в убежище. Однако при работе над соответствующим видеороликом они подумали, что такая концовка окажется заурядной и невпечатляющей, и решили сделать концовку, в которой герой, наоборот, будет изгнан из убежища. Тим Кейн поначалу не был уверен в необходимости её внедрения, так как она могла не понравиться поклонникам, но в конце концов согласился.
В качестве главной темы разработчики намеревались включить в игру песню «I Don’t Want to Set the World on Fire» группы The Ink Spots, но не смогли этого сделать из-за проблем с авторскими правами. Эта песня позднее была лицензирована компанией Bethesda для использования в игре Fallout 3. Основной песней оригинальной игры стала «Maybe», исполненная той же группой.
В 2002 году был выпущен сборник документов, получивший название Fallout Bible. Составные части были написаны Крисом Авеллоном в процессе переписки с поклонниками игры. Существуют десять частей «книги» (с 0 по 9, причём нулевая появилась позже первой и является сборником частей 1, 2, 3). В эту коллекцию документов вошли подробности о мире игры, секреты и ответы на вопросы.

### Актёры озвучивания
Для озвучивания неигровых персонажей были приглашены такие актёры, как Тони Шалуб, Брэд Гарретт, Дэвид Уорнер и Ричард Дин Андерсон. На роль рассказчика был приглашён Рон Перлман; именно он произносит фразу «War. War never changes» (в переводе с англ. — «Война. Война никогда не меняется»).
| Актёр               | Роль                      |
| ------------------- | ------------------------- |
| Чарльз Адлер        | мутант Гарольд            |
| Ричард Дин Андерсон | Киллиан Даркуотер         |
| Джефф Беннетт       | Локсли                    |
| Клэнси Браун        | Ромбус                    |
| Джим Каммингс       | гуль Сет                  |
| Джим Каммингс       | Гизмо                     |
| Джим Каммингс       | Создатель (мужской голос) |
| Кит Дэвид           | Декер                     |
| Брэд Гарретт        | супермутант Гарри         |
| Тони Джей           | Лейтенант                 |
| Тресс Макнил        | Джейн                     |
| Кеннет Марс         | Смотритель Убежища 13     |
| Ричард Молл         | Кэббот                    |
| Рон Перлман         | Бутч Харрис               |
| Рон Перлман         | Рассказчик                |
| Си Си Эйч Паундер   | Врии                      |
| Памела Сиголл Эдлон | Николь                    |
| Тони Шалуб          | Арадеш                    |
| Кэт Суси            | Лаура                     |
| Кэт Суси            | Создатель (женский голос) |
| Кри Саммер          | Танди                     |
| Дэвид Уорнер        | Морфеус                   |
| Фрэнк Уэлкер        | Джон Максон               |

### Выпуск
В апреле 1997 года вышла демонстрационная версия игры. В ней доступен только один заранее созданный персонаж. Действие игры разворачивается в городе под названием Свалка. В официальном релизе эта карта стала переработанной основой для карты Джанктауна. В данной версии присутствуют 62 картинки Волт-боев, обозначающие преимущества и недостатки персонажа. Данные изображения в окончательную версию игры не вошли.
15 июня 1997 года игра была отправлена в печать, а 30 сентября состоялся её выпуск в Северной Америке. Fallout приобрела множество поклонников, но продавалась не очень успешно. В 1997 году вышла также версия игры Fallout для Mac OS. Ещё до выхода игры европейские рейтинговые организации отказались классифицировать игру из-за возможности убийства детей во время игрового процесса. В связи с нехваткой времени на переработку игровых квестов разработчики приняли решение удалить из игры всех детей. Таким образом, в европейской версии игры отсутствуют дети, хотя и имеются упоминания о них. Вскоре после выпуска игры подразделение Black Isle Studios приобрело известность, а Interplay анонсировала сиквел. К моменту начала работы над продолжением компанию Interplay покинули Кейн, Боярский и Андерсон, так как не смогли прийти к соглашению с Interplay по поводу того, как должно быть структурировано их подразделение при дальнейшей работе. Таким образом, разработка сиквела проходила без их участия. Игра Fallout 2, являющаяся прямым продолжением Fallout, вышла в 1998 году.
В 2001 году вышла игра Fallout Tactics от стороннего разработчика — Micro forte. Оригинальная игра и её продолжения Fallout 2 и Fallout Tactics позднее были объединены в сборник, получивший название Fallout Trilogy; аналогичная трилогия впоследствии была выпущена также и компанией 1С. Кроме того, Fallout и Fallout 2 были объединены в издание dual jewel.
В 2004 году фирма Interplay, правообладатель торгового знака Fallout, объявила о своём банкротстве и продала права на создание третьей части фирме Bethesda Softworks, оставив за собой, тем не менее, права на MMORPG-версию игры Fallout. Впоследствии Bethesda Softworks выкупила все права на виртуальный мир Fallout, в том числе и на MMORPG-версию.
В 2006 игра Fallout была локализована российской компанией «1С», которая также выпустила официальные русские версии Fallout 2 и Fallout Tactics. 5 февраля 2008 года локализованная версия оригинальной Fallout была отправлена в печать, а 15 февраля поступила в продажу.
В 2009 году оригинальная игра в комплекте с Fallout 2 и Fallout Tactics появилась на сервисе Steam. В апреле 2012 года она же в комплекте с электронными версиями руководства к игре, «Библии Fallout» и другими дополнительными продуктами стала доступна на сервисе GOG.com для бесплатной загрузки в течение 48 часов.

## Музыка
Музыку к Fallout (а также дополнительные звуковые дорожки из Fallout 2, наряду с оригинальными также используемые в Fallout: New Vegas) в стиле эмбиент и дарк-эмбиент написал известный игровой композитор Марк Морган. Саундтрек, включающий в себя 16 музыкальных композиций, вышел в свет 30 сентября 1997 года. Вступительный ролик к игре открывает композиция «Maybe» группы The Ink Spots. Тим Кейн рассказывал, что созданная Морганом музыка «делает каждую локацию индивидуальной». Сам Морган говорил, что первоначально музыку к игре должен был создавать другой композитор, однако затем на эту работу был приглашён именно он. Это обстоятельство стало причиной сжатых сроков создания музыкального сопровождения. В 2010 году вышла обновлённая версия саундтрека под названием Vault Archives, включавшая в себя как изначальные музыкальные композиции, так и музыку из Fallout 2. Написанием музыки для данного альбома также занимался Морган, а запись осуществлял Владислав Исаев. Новый саундтрек содержал всего 24 композиции.
Обозреватель сайта Game-Ost положительно отозвался об игровой музыке и выразил мнение, что без такого саундтрека не было бы и самой игры. Он отмечал присутствие в музыкальных композициях различных индустриальных звуков и спецэффектов, ассоциирующихся с постъядерным будущим. В итоге он назвал саундтрек одним из лучших и настоятельно порекомендовал его для прослушивания.
Заметив, что в игре нет треков, значительно выделяющихся на фоне остальных, обозреватель сайта Square Enix Music тем не менее обратил особое внимание на некоторые из них. Среди таковых он выделил «Desert Wind», вызывающий пугающее чувство и ассоциирующий с лежащим в основе игры пустынным ландшафтом, а также не уступающий ему по атмосферности, но обладающий более механистическим характером «Industrial Junk». В композиции «Moribund World» рецензент отметил нечто похожее на простейшую мелодию, вызывающую у слушателя соответствующий настрой для выполнения миссии, а из наиболее мелодичных выделил «Khans of New California». В заключение критик подчеркнул, что несмотря на однообразие, отсутствие чёткого тематического фокуса и в целом кажущееся отсутствие смысловой нагрузки, саундтрек нельзя упрекнуть в бессмысленности, поскольку он создаёт ощущение отчуждения и нависшей угрозы. Общая оценка составила 8/10.
Сам Морган, по его словам, даже не подозревал о том, что его саундтрек стал популярным среди игроков.
| №                   | Название                     | Длительность |
| ------------------- | ---------------------------- | ------------ |
| 1.                  | «Metallic Monks»             | 3:29         |
| 2.                  | «Desert Wind»                | 3:25         |
| 3.                  | «A Traders Life»             | 4:08         |
| 4.                  | «The Vault of the Future»    | 4:06         |
| 5.                  | «Industrial Junk»            | 3:29         |
| 6.                  | «Moribund World»             | 3:08         |
| 7.                  | «Vats of Goo»                | 3:23         |
| 8.                  | «City of the Dead»           | 3:29         |
| 9.                  | «Second Chance»              | 4:08         |
| 10.                 | «Underground Troubles»       | 3:58         |
| 11.                 | «City of Lost Angels»        | 3:51         |
| 12.                 | «Followers Credo»            | 3:03         |
| 13.                 | «Radiation Storm»            | 4:02         |
| 14.                 | «Acolytes of the New God»    | 3:22         |
| 15.                 | «Flame of the Ancient World» | 3:12         |
| 16.                 | «Khans of New California»    | 3:19         |
| Общая длительность: | Общая длительность:          | 57:32        |

| №                   | Название                           | Длительность |
| ------------------- | ---------------------------------- | ------------ |
| 1.                  | «Radiation Storm»                  | 3:54         |
| 2.                  | «Industrial Junk»                  | 3:06         |
| 3.                  | «Khans Of The New California»      | 3:22         |
| 4.                  | «Metallic Monks»                   | 3:28         |
| 5.                  | «Follower's Credo»                 | 2:42         |
| 6.                  | «Vats Of Goo»                      | 3:10         |
| 7.                  | «A Trader's Life»                  | 4:00         |
| 8.                  | «Moribund World»                   | 3:06         |
| 9.                  | «The Vault Of The Future»          | 4:04         |
| 10.                 | «Second Chance»                    | 3:46         |
| 11.                 | «City Of The Dead»                 | 3:08         |
| 12.                 | «Underground Trouble»              | 3:44         |
| 13.                 | «City Of Lost Angels»              | 3:35         |
| 14.                 | «Flame Of The Ancient World»       | 2:57         |
| 15.                 | «Many Contrasts»                   | 3:24         |
| 16.                 | «Gold Slouch»                      | 3:24         |
| 17.                 | «My Chrysalis Highwayman»          | 1:08         |
| 18.                 | «Beyond The Canyon»                | 3:20         |
| 19.                 | «Biggest Little City In The World» | 3:13         |
| 20.                 | «Dream Town»                       | 3:12         |
| 21.                 | «California Revisited»             | 1:19         |
| 22.                 | «All-Clear Signal»                 | 3:26         |
| 23.                 | «Acolytes Of The New God»          | 3:17         |
| 24.                 | «Desert Wind»                      | 3:18         |
| Общая длительность: | Общая длительность:                | 77:03        |

## Критика
| Сводный рейтинг       | Сводный рейтинг |
| Агрегатор             | Оценка          |
| --------------------- | --------------- |
| GameRankings          | 89,69 %         |
| Metacritic            | 89/100          |
| MobyRank              | 86/100          |
| Иноязычные издания    |                 |
| Издание               | Оценка          |
| 1UP.com               | A               |
| AllGame               | (ПК) · (Mac)    |
| GamePro               | [ 87 ]          |
| GameRevolution        | A- (Mac)        |
| GameSpot              | 8,7/10          |
| PC Gamer (US)         | 90/100          |
| Computer Gaming World | [ 87 ]          |
| PC Zone               | 91/100 (UK)     |
| RPGamer               | 9/10            |
| Русскоязычные издания |                 |
| Издание               | Оценка          |
| Absolute Games        | 95 %            |
| Game.EXE              | 92 %            |
| «Игромания»           | [ 90 ]          |
| «НИМ»                 | 8,2/10          |
| «Страна игр»          | 9/10            |
| BestGamer.ru          | 8,9/10          |

Игра Fallout была названа рядом изданий культовой, а также духовным наследником игры Wasteland (данное мнение подтверждали сами разработчики). На сайте GameRankings её общий рейтинг на основе нескольких рецензий составил 89,71 %, а на Metacritic — 89/100. Среди достоинств отмечались интригующая атмосфера игры и задействованный в боях искусственный интеллект; критике подверглись логические ошибки, присутствующие в диалогах. Виталий Казунов в обзоре GameTech писал, что в игре отсутствует строгий сюжет — «историю пишет сам игрок». Пресса также причисляла Fallout к одной из самых жестоких видеоигр в мире игровой индустрии и к одной из наиболее известных игр в жанре постапокалиптики.
Обозреватель Allgame Питер Сусиу в своём обзоре писал, что Fallout погружает игрока в правдоподобный и реалистичный игровой мир. Положительно отозвавшись об игровом процессе, рецензент также посчитал, что в игре задействована одна из лучших систем развития персонажа, а графика и сюжет оставят прекрасное впечатление от игры. Общая оценка игры составила 4,5 балла из 5. Джон Роулинс оценил игру четырьмя баллами. По его словам, игра содержит «превосходную графику, прекрасный звук, увлекательный геймплей и первоклассный сюжет». Сочтя, что данная игра в основном рассчитана на интеллектуальное прохождение, критик выразил мнение, что Fallout не подойдёт игрокам, ищущим «стремительный экшн».
В обзоре 1UP.com говорилось, что главным достоинством игры являются её персонажи — каждое решение, которое принимает игрок, имеет определённые последствия и влияет на отношение к нему других людей и на то, каким будет окончание игры. Из отрицательных качеств рецензент выделил затяжные бои, неудобный интерфейс системы инвентаря и журнал квестов, не отражающий всех полученных главным героем заданий. Также отмечалось, что некоторые персонажи, с которыми игрок уже встречался, при повторном диалоге ведут себя так, как будто видят его впервые. В итоге говорилось, что все названные недостатки не являются существенными — игра удостоилась высокой оценки.
Марк Куки на сайте Game Revolution писал, что Fallout — «игра исследования». Он выделил реалистичность игрового окружения и музыку, создающую ощущение неизвестности. Говоря об актёрах озвучивания, обозреватель особо отметил Ричарда Дина Андерсона. По мнению критика, нелинейность игрового процесса может привести к тому, что игрок выполнит квест до того, как ему будет дано соответствующее поручение, и в результате может возникнуть путаница. Игре была поставлена оценка A-.
В публикации сайта GameSpot в качестве одной из сильных сторон игры выделялся нетипичный для большинства ролевых игр сеттинг. Система создания персонажа, позволяющая создавать различные типы героев, придаёт игре реиграбельность. Музыка соответствует игре, хотя и не выделяется чем-то особенным. В итоге было сказано, что Fallout является не только достойным преемником Wasteland, но и ролевой игрой, которой суждено стать образцом жанра. Оценка игры редакцией составила 8,7/10.
Рецензент журнала PC Gamer Тодд Вон писал, что система создания персонажа может сперва показаться игроку пугающей, хотя дизайнеры постарались сделать её простой и забавной, сопроводив каждый навык понятным и часто юмористическим описанием. Он порекомендовал игрокам создавать собственных персонажей, а не выбирать уже готовых. Говоря о свободе действий, обозреватель счёл, что ограничение по времени навевает чувство безотлагательности. По его мнению, сторонние квесты многочисленны и разнообразны. Вон подытожил, что в Fallout практически не на что пожаловаться, хотя и упомянул наличие в игре нескольких программных ошибок.
Обозреватель сайта Absolute Games в своей рецензии выделял проработанность игрового мира, простоту интерфейса и реалистичность игрового процесса. Он разделил мнение о желательности создания собственного игрового персонажа. Говоря о спутниках, рецензент отметил недостаточную их эффективность, назвав пушечным мясом. В итоге говорилось, что у фэнтезийной классики AD&D появился достойный конкурент. Редактор журнала Game.EXE Александр Вершинин назвал Fallout не обычной ролевой игрой, а смесью квеста, аркады и научно-фантастического сюжета.
Сергей Шумский в рецензии журнала «Мир фантастики» посчитал свободу действий одним из основных достоинств игры, хотя и оговорился, что игрокам поначалу «не очень понятно было, что с ней делать». Он также выделял большое количество присутствующего в игре оружия и уникальность локаций. В итоге рецензент назвал Fallout «умной, ироничной и затягивающей ролевой игрой, в которую не играли — в ней жили».

### Награды и номинации
Игра несколько раз занимала места в списке лучших компьютерных игр всех времён по версии журнала PC Gamer: четвёртое (2001), десятое (2005), 13-е (2007), 21-е (2008) и седьмое (2010). В списке 25 лучших PC-игр всех времён ресурса IGN игра занимала пятое (2007) и 19-е (2009) места. В 2007 году Fallout заняла 21-е место в списке The 101 best PC games ever (с англ. — «101 лучшая игра всех времён») по версии журнала PC Zone. В ежегодном списке Top 100 Games, публикующемся IGN, игра занимала 55-е (2005) и 33-е (2007) места. В 2012 году игра заняла 22-е место в списке The 50 Best PC Games Of All Time (с англ. — «50 лучших компьютерных игр всех времён»), опубликованном журналом Complex.
Игра Fallout была включена в рубрику Hall of Fame (с англ. — «Зал славы») или эквивалентную ей в изданиях Computer Gaming World, GameSpot, GameSpy и IGN. В 2000 году игра была включена в списки 10 лучших концовок и 10 лучших игровых миров по версии GameSpot, также она получила 6-е место в списке лучших игровых начал от Game Informer в 2008 году. На польском веб-портале Wirtualna Polska Fallout была признана одной из наиболее захватывающих игр, «которые украли наше детство», получив 6-е место в соответствующем списке.
Игра была номинирована на премию Академии интерактивных искусств и наук в категориях Computer Role Playing Game of the Year (с англ. — «Компьютерная ролевая игра года») и Outstanding Achievement in Sound and Music (с англ. — «Выдающиеся достижения в звуке и музыке»); в первой категории победу одержала игра Dungeon Keeper, во второй — Parappa the Rapper. В 1998 году игра получила звание Roleplaying Game of the Year (с англ. — «Ролевая игра года») от изданий Gamesmania и Computer Gaming World, а также от российского журнала Game.EXE. В сентябре 2006 года журналом Gamasutra был проведён опрос среди профессионалов в области игровой индустрии; респондентам было предложено ответить на вопрос: «По вашему мнению, какая ролевая игра за всю историю произвела сильнейший квантовый скачок и почему?». По результатам опроса игра Fallout заняла первое место и удостоилась награды Quantum Leap Award. В 2011 году Fallout стала одной из 80 игр, которые были продемонстрированы на выставке в Смитсоновском музее американского искусства.

## Культурные отсылки
Обозреватели отмечают наличие в Fallout множества отсылок к произведениям массовой культуры периода 1950-х годов. Бо́льшая их часть может быть обнаружена игроком во время особых случайных встреч. В одной из них можно найти разбившуюся летающую тарелку и останки двух пришельцев рядом с ней. На одном трупе лежит «инопланетный бластер» — один из самых мощных видов энергетического оружия игры, на другом — портрет Элвиса Пресли. На самой летающей тарелке имеется надпись «Собственность правительства США. При обнаружении вернуть в Зону 51». В других особых встречах присутствуют след гигантской лапы с расплющенным трупом в центре — отсылка к мультфильму «Бэмби встречает Годзиллу» (1969), стоящая посреди пустыни полицейская будка — отсылка к научно-фантастическому сериалу «Доктор Кто», а препарат для повышения интеллекта под названием «ментат» (англ. Mentat) — к вымышленной профессии из научно-фантастического романа Фрэнка Герберта «Дюна» (1965). Брамины, двуглавые коровы, являются отсылкой к индийской мифологии. В Индии коровам поклоняются, а брамин — это сан в Индии.
Среди компьютерных игр, оказавших влияние на оригинальную игру, Тим Кейн указывал X-COM: UFO Defense, Crusader: No Remorse, игры серии Ultima; из книг разработчик назвал «Страсти по Лейбовицу», «Я — легенда», «На берегу»; из кинофильмов были упомянуты «Парень и его собака», «На следующий день», «Запретная планета», «Город потерянных детей».
В игре есть отсылка к фильму «Безумный Макс 2: Воин дороги». Пёс Догмит присоединяется к главному герою, если тот даст ему еды или будет одет в кожаную куртку. Тим Кейн говорил, что Догмит «предан игроку на 100 % и не оставит его ни при каких обстоятельствах». Крис Тейлор выражал мнение, что Догмит был для игрока гораздо более полезным спутником, чем Ян, «так как никогда не стрелял в спину». По словам Тейлора, разработчики не предполагали, что Догмит приобретёт популярность. Этот персонаж появлялся в Fallout 2, Fallout 3 и Fallout 4, а также в играх, не связанных со вселенной Fallout: Arcanum: Of Steamworks and Magick Obscura, The Bard’s Tale. В списке Top 10 Video Game Companions (с англ. — «10 лучших игровых компаньонов»), опубликованном на сайте Videogamer.com, Догмит занял 3-е место.

## Экранизация
Попытка экранизации игры Fallout была предпринята в 1998 году подразделением Interplay Films. Сценаристом картины был назначен Брент В. Фридман. В 2000 году подразделение Interplay Films было ликвидировано, а работа над фильмом — прекращена.